# Saint-Étienne-Vallée-Française

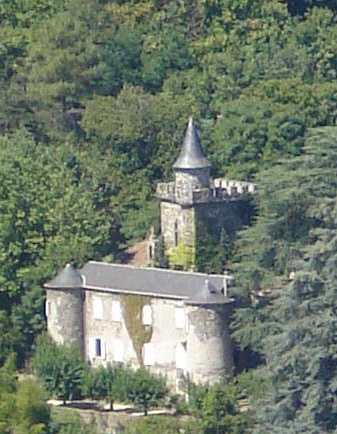
Zamek Cambiaire w Saint-Etienne-Vallée-Française, 2009

Saint-Etienne-Vallée-Française – miejscowość i gmina we Francji, w regionie Oksytania, w departamencie Lozère.
Według danych na rok 1990 gminę zamieszkiwało 456 osób, a gęstość zaludnienia wynosiła 9 osób/km² (wśród 1545 gmin Langwedocji-Roussillon Saint-Etienne-Vallée-Française plasuje się na 539. miejscu pod względem liczby ludności, natomiast pod względem powierzchni na miejscu 59.).

## Populacja

Populacja Saint-Etienne-Vallée-Française w latach 1962–2008